# Die Gerichtsreporterin
Die Gerichtsreporterin ist eine Fernsehserie der ARD. Eine engagierte Journalistin berichtet aus dem Gericht. Die Erstausstrahlung lief 1994 dienstags um 20.15 Uhr.

## Handlung
Die für den Bremer Kurier tätige Journalistin Claudia Bender berichtet nicht nur über aktuelle Gerichtsverfahren, sie führt gelegentlich auch eigene Recherchen durch und trägt so zur Urteilsfindung bei. Sie greift resolut ein, wenn menschliche Schicksale auf dem Spiel stehen. Während ihrer Tätigkeit im Gericht lernt Claudia den fähigen und attraktiven Anwalt Dr. Klaus Dachs kennen und beginnt mit ihm eine Beziehung.

## Darsteller und Rollen
Die folgende Tabelle zeigt die Hauptdarsteller der Serie. In weiteren Rollen traten unter anderen Louise Martini, Ulrich Faulhaber, Stefanie Stappenbeck, Nina Hoger, Ferdinand Dux, Michael Mendl und Walter Giller auf.
| Schauspieler       | Rolle           | Episoden |
| ------------------ | --------------- | -------- |
| Gerit Kling        | Claudia Bender  | 13       |
| Siemen Rühaak      | Dr. Klaus Dachs | 9        |
| Kirsten Nehberg    | Elke Benedenz   | 6        |
| Dietz Werner Steck | Hermann Bender  | 5        |
| Hildegard Alex     | Maria Bender    | 5        |
| Pamela Großer      | Susanne Bender  | 5        |
| Thomas van Hoorn   | Michael Bender  | 5        |
| Georg Scharegg     | Siegfried Bauer | 3        |

## Episoden
| Folge | Titel                  | Ausstrahlung       |
| ----- | ---------------------- | ------------------ |
| 1     | Selbstjustiz           | 23. August 1994    |
| 2     | Mutterfreuden          | 30. August 1994    |
| 3     | Totengeld              | 6. September 1994  |
| 4     | Zeugen in Uniform      | 13. September 1994 |
| 5     | Notwehr                | 4. Oktober 1994    |
| 6     | Knackis Tod            | 11. Oktober 1994   |
| 7     | Ludenleben             | 18. Oktober 1994   |
| 8     | Ehre, wem Ehre gebührt | 25. Oktober 1994   |
| 9     | Fischsterben           | 8. November 1994   |
| 10    | Märchenonkel           | 15. November 1994  |
| 11    | Der Pflegefall         | 22. November 1994  |
| 12    | Ordnung muss sein      | 29. November 1994  |
| 13    | Wer zu spät kommt...   | 6. Dezember 1994   |